# Derby calcistici in Basilicata

Bandiera della regione Basilicata.

I derby calcistici in Basilicata sono gli incontri di calcio che vedono opporsi due squadre della regione Basilicata.
Sebbene in passato nelle città di Potenza e Matera vi siano state contemporaneamente due squadre cittadine militanti nel medesimo campionato, attualmente in Basilicata non esistono vere e proprie stracittadine, quindi i derby si disputano solo tra squadre lucane di città diverse. 
Nessuno dei derby calcistici della Basilicata è stato mai disputato in una categoria superiore alla terza serie nazionale.
Le sfide più rilevanti sono quelle disputate tra il Potenza ed il Matera, ovvero le due squadre di calcio delle due principali città della regione; questo derby è molto sentito dalle rispettive tifoserie e si disputa in gare ufficiali sin dagli anni cinquanta.

## Potenza-Matera

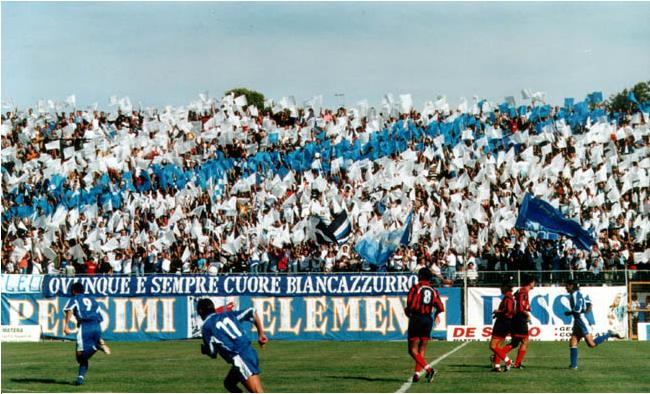
Uno dei derby Matera-Potenza disputato a Matera

Il derby storico della Basilicata è quello tra le squadre dei due capoluoghi: Potenza e Matera. È il derby lucano per eccellenza, il più antico della regione oltre che il più sentito ed importante. Non si è disputato in diverse stagioni calcistiche a causa delle alterne vicende delle due squadre lucane, le quali non sempre hanno preso parte a campionati del medesimo livello nella stessa stagione.
La prima volta in cui si affrontarono squadre delle due città risale al 17 ottobre 1926, quando a Potenza ebbe luogo un incontro amichevole tra lo Sport Club Lucano Potenza e il Matheola Football Club, squadra dell'Opera Nazionale Dopolavoro di Matera, vinto dai padroni di casa per 4-1. Il primo derby di campionato tra il Potenza ed il Matera fu invece giocato a Matera il 17 dicembre 1950 nel Campionato di Promozione (l'attuale serie D); davanti ad una folla festante il Matera si impose per 4 a 2. Le formazioni che si affrontarono nel primo derby lucano disputato in una categoria interregionale furono le seguenti:
Matera: Manzin, Mesto, Pellecchia, Magistro, Pugliese, Perentin, Giani, Sarcina, Gordini, Bechis, Gobitta. 
Potenza: Marganella, Marino, Jusco, Balbussi, Martinelli, Picogna, Summa, Andrian, Fantozzi, Simoni, Cometti.
Il primo derby di serie C invece ebbe luogo a Potenza il 10 novembre 1968 nel campionato 1968-69 e terminò in parità con il risultato di 0-0. Le formazioni che si affrontarono furono le seguenti:
Potenza: Tarabocchia, Drigo, Bongiovanni, Brutto, Ciardi, Venturelli, Rinaldi, Gallo, Ive, Ferraguti, Scarpa. Allenatore Trevisan. 
Matera: Quadrello, Giannattasio, Gambi, Demenia, Loprieno, Bernardis, Bertoia, Buccione, Galati, Castelletti, Bini. Allenatore Salar.
I derby disputati in serie C a cavallo tra gli anni sessanta e gli anni settanta e quelli giocati nella stagione 1993-94, quando entrambe le squadre militavano in serie C1, sono stati quelli disputati al livello più alto nella piramide calcistica italiana fino alla stagione 2018-2019, nella quale le due compagini si ritrovano a disputare nuovamente la Serie C nella stessa stagione.
Nella storia del derby non mancano episodi controversi: il risultato della gara di ritorno giocata a Matera nella stagione 1983-84 in serie C2, terminata sul punteggio di 1-0 per i padroni di casa, non fu omologato e successivamente venne data la vittoria a tavolino per 2-0 al Potenza, in quanto una moneta lanciata dagli spalti colpì il giocatore rossoblù D'Astoli. Questo episodio, insieme ai tafferugli scoppiati nel corso della gara di andata a Potenza, inasprì da quella stagione in poi una rivalità che sino ad allora si era mantenuta nei binari di un campanilismo non esasperato ma che in seguito vide un crescendo di astio tra le due tifoserie. Nel corso dei derby tra le due squadre non mancano anche episodi di sportività, come quello avvenuto nell'incontro disputato a Potenza nella stagione 1969-1970 e terminato in parità sullo 0-0; dopo un tiro di Busilacchi, attaccante del Matera, che colpiva un sostegno dei pali della porta rossoblù sopra la traversa, la palla rientrava in campo e veniva deviata in rete. L'arbitro convalidava il gol, ma a quel punto il capitano del Matera Antonio Buccione e lo stesso Busilacchi invitarono con grande sportività il direttore di gara ad annullarlo perché il pallone aveva prima varcato la linea di fondo.
Dalla stagione 1950-51 fino ad oggi sono stati disputati complessivamente 60 incontri ufficiali, oltre alla gara di ritorno del campionato di Serie C 2018-2019 non disputata ed assegnata a tavolino al Potenza; il bilancio complessivo tra le due squadre vede 22 successi per il Potenza, 21 per il Matera e 18 pareggi (nei risultati sul campo è avanti il Matera con 23 vittorie contro 18 del Potenza). In campionato il bilancio pende dalla parte del Matera con 16 vittorie contro 14 vittorie del Potenza e 14 pareggi, mentre in Coppa Italia si registrano 8 vittorie per il Potenza, 5 per il Matera e 4 pareggi.
Il risultato più eclatante a favore del Potenza si registrò nella stagione 1997-98, quando il Matera, in piena crisi societaria e per protesta contro la retrocessione a tavolino, schierò la formazione juniores e venne sconfitto per 8-1. Il risultato più largo a favore del Matera risale invece alla gara di andata del secondo turno di Coppa Italia di Serie D 2001-2002 che terminò con il risultato di 5-0 a favore della squadra biancazzurra, all'epoca denominata Materasassi.
Nelle stagioni 2002-03 e 2003-04 parteciparono alla serie D due formazioni potentine, l'F.C. Potenza e l'ASC Potenza. La prima rappresentava la continuità con la storica società, mentre la seconda era una nuova società emergente. Nel computo dei derby, pertanto, le gare tra Matera ed ASC Potenza vengono considerate a parte, in quanto allora il derby vero e proprio era disputato tra Matera e F.C. Potenza.
|                                                               | Gare | Vittorie Potenza | Pareggi | Vittorie Matera | Gol Potenza | Gol Matera |
| Serie C/C1                                                    | 14   | 3                | 6       | 5               | 10          | 13         |
| Serie C2                                                      | 8    | 4                | 2       | 2               | 6           | 3          |
| Serie D/Promozione (1948-1952)/IV Serie/Interregionale/C.N.D. | 22   | 7                | 6       | 9               | 31          | 28         |
| Totale Campionato                                             | 44   | 14               | 14      | 16              | 47          | 44         |
| Coppa Italia Semiprofessionisti/Serie C                       | 15   | 7                | 4       | 4               | 19          | 12         |
| Coppa Italia Serie D                                          | 2    | 1                | 0       | 1               | 1           | 5          |
| Totale Coppa Italia                                           | 17   | 8                | 4       | 5               | 20          | 17         |
| Totale                                                        | 61   | 22               | 18      | 21              | 67          | 61         |

### Lista dei risultati
| Stagione  | Competizione        | Incontro       | A / R | A / R |
| --------- | ------------------- | -------------- | ----- | ----- |
| 1950-1951 | Promozione          | Matera-Potenza | 4-2   | 1-3   |
| 1954-1955 | IV Serie            | Matera-Potenza | 1-0   | 0-1   |
| 1955-1956 | IV Serie            | Matera-Potenza | 3-0   | 0-0   |
| 1957-1958 | Interregionale      | Matera-Potenza | 1-0   | 1-5   |
| 1968-1969 | Serie C             | Potenza-Matera | 0-0   | 0-1   |
| 1969-1970 | Serie C             | Matera-Potenza | 1-1   | 0-0   |
| 1970-1971 | Serie C             | Potenza-Matera | 1-0   | 0-0   |
| 1971-1972 | Serie C             | Matera-Potenza | 3-1   | 0-0   |
| 1972-1973 | Serie C             | Matera-Potenza | 4-1   | 2-0   |
| 1977-1978 | C. Italia Semiprof. | Potenza-Matera | 1-1   | 0-0   |
| 1978-1979 | C. Italia Semiprof. | Matera-Potenza | 2-0   | 2-1   |
| 1980-1981 | C. Italia Semiprof. | Matera-Potenza | 2-0   | 0-1   |

| Stagione  | Competizione      | Incontro       | A / R | A / R |
| --------- | ----------------- | -------------- | ----- | ----- |
| 1981-1982 | Serie C2          | Matera-Potenza | 0-1   | 0-0   |
| 1981-1982 | C. Italia Serie C | Matera-Potenza | 3-2   | 0-2   |
| 1983-1984 | Serie C2          | Potenza-Matera | 1-1   | 2-0   |
| 1983-1984 | C. Italia Serie C | Matera-Potenza | 1-2   | 1-1   |
| 1985-1986 | Serie C2          | Potenza-Matera | 1-0   | 0-1   |
| 1985-1986 | C. Italia Serie C | Matera-Potenza | 0-2   | 0-3   |
| 1987-1988 | Interregionale    | Matera-Potenza | 1-0   | 0-0   |
| 1991-1992 | Serie C2          | Matera-Potenza | 1-0   | 0-1   |
| 1991-1992 | C. Italia Serie C | Matera-Potenza | 0-0   | 0-0   |
| 1993-1994 | Serie C1          | Potenza-Matera | 2-0   | 1-2   |
| 1993-1994 | C. Italia Serie C | Potenza-Matera | 1-0   | 1-0   |

| Stagione  | Competizione      | Incontro       | A / R | A / R |
| --------- | ----------------- | -------------- | ----- | ----- |
| 1997-1998 | C.N.D.            | Potenza-Matera | 8-1   | 3-0   |
| 2000-2001 | Serie D           | Matera-Potenza | 0-2   | 1-2   |
| 2001-2002 | Serie D           | Matera-Potenza | 1-1   | 0-0   |
| 2001-2002 | C. Italia Serie D | Matera-Potenza | 5-0   | 0-1   |
| 2002-2003 | Serie D           | Matera-Potenza | 2-2   | 0-0   |
| 2003-2004 | Serie D           | Matera-Potenza | 2-1   | 3-0   |
| 2012-2013 | Serie D           | Matera-Potenza | 3-0   | 3-1   |
| 2018-2019 | Serie C           | Potenza-Matera | 0-0   | 3-0   |
| 2018-2019 | C. Italia Serie C | Matera-Potenza | 0-3   | 0-3   |